# Friedrich Mitterwurzer

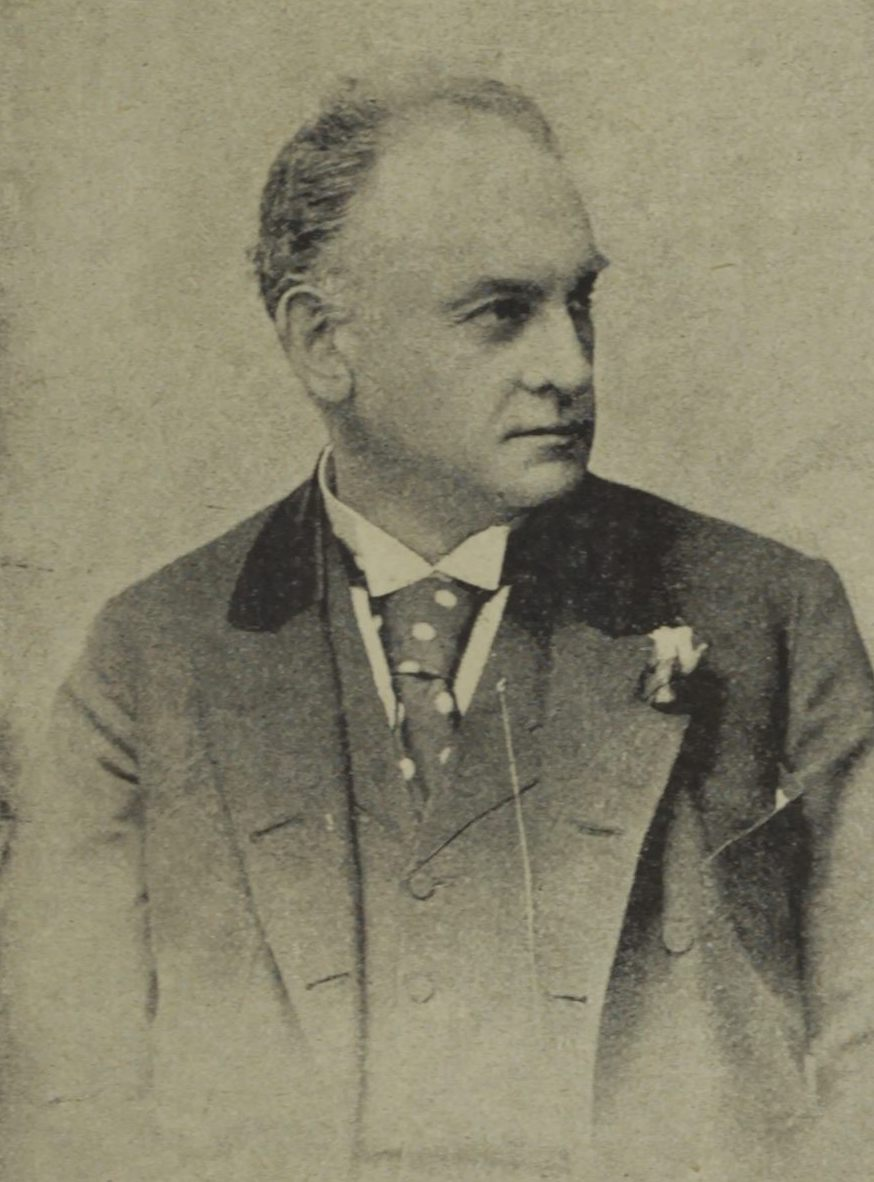
Friedrich Mitterwurzer

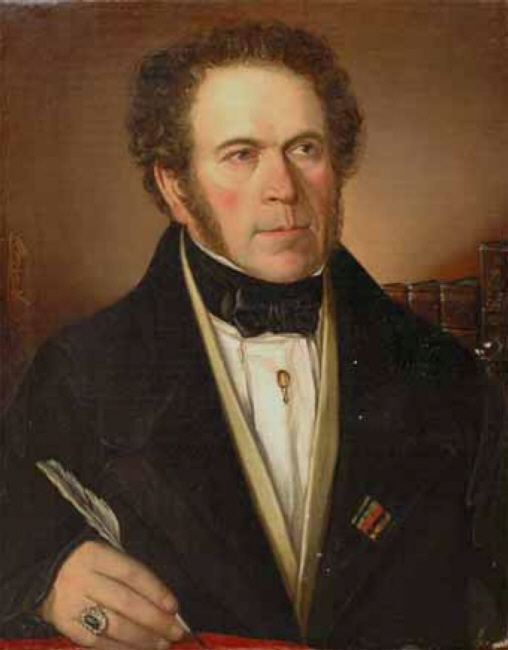
Friedrich Mitterwurzer

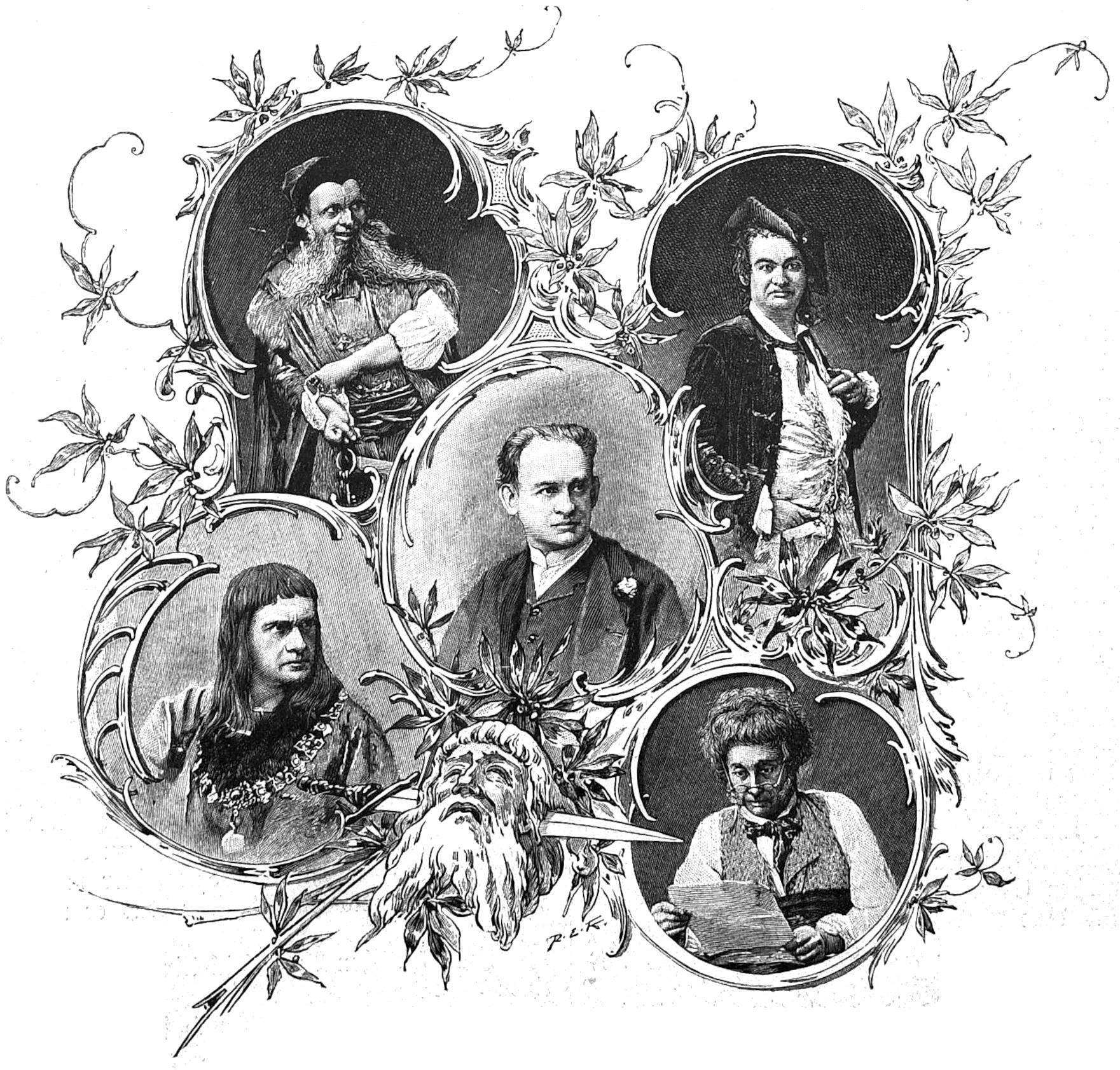
Friedrich Mitterwurzer als Shylock, Richard III., Narziss und Buchbinder Kleister

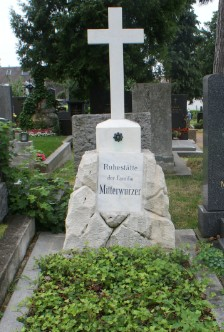
Grabstätte von Friedrich Mitterwurzer

Anton Friedrich Mitterwurzer (* 16. Oktober 1844 in Dresden; † 13. Februar 1897 in Wien) war ein deutsch-österreichischer Schauspieler.

## Leben
Seine Eltern waren der Sänger Anton Mitterwurzer und die Schauspielerin Anna Herold, die beide am Dresdner Hoftheater auftraten. Er wurde von seiner Mutter unterrichtet und debütierte 1862 am Stadttheater Meißen. Weitere Stationen waren das Stadttheater Hamburg und Graz (1866). 1867 gastierte er am Burgtheater als Hamlet, als Petruchio in Der Widerspenstigen Zähmung und als Tellheim in Minna von Barnhelm.
Seit 1867 war er mit der Schauspielerin Wilhelmine Rennert verheiratet. 1869 wechselte er an das Leipziger Stadttheater, wo er als Posa in Don Carlos debütierte.
Mit 27 Jahren wurde Mitterwurzer 1871 ans k.k. Hof-Burgtheater nach Wien verpflichtet. Diesem gehörte er bis 1874 an und dann wieder von 1875 bis 1880.
Zwischen 1879 und 1884 arbeitete er als Regisseur am Wiener Stadttheater. Danach wechselte er als Direktor an das Carltheater.
Anschließend unternahm er von 1886 bis 1894 recht erfolgreiche Tourneen durch Deutschland, die Niederlande sowie die USA. Dabei hatte er in verschiedenen Varietés auch Auftritte als Vortragskünstler. Ab 1894 nahm er, zum dritten und letzten Mal, ein Engagement am Burgtheater an.
Im Alter von 53 Jahren starb Anton Friedrich Mitterwurzer am 13. Februar 1897 vermutlich aufgrund der Einnahme einer zum Gurgeln bestimmten, Chlorkali enthaltenden Lösung.
Trotz der Festlegung auf dämonische Charaktere gilt Mitterwurzer als ein Pionier der Natürlichkeit in der Schauspielkunst. Er spielte unter anderem den Derwisch in Nathan der Weise, die Titelrollen in Julius Cäsar, Richard III. und Macbeth, Shylock in Der Kaufmann von Venedig, Franz Moor in Die Räuber, Marinelli in Emilia Galotti, Mephisto in Faust und Hjalmar Ekdal in Die Wildente.
Mitterwurzer hatte zu Lebzeiten im privaten Kreis verlauten lassen, dass er nach seinem Tode eingeäschert werden möchte. Demgemäß überführte man den Leichnam per Bahn zur Kremation nach Gotha, von wo die Asche durch Antony Mitterwurzer, Sohn des Verstorbenen, nach Wien gebracht und die Urne am 27. Februar 1897 in der Familiengruft auf dem Grinzinger Friedhof (Gruppe 11, Reihe 3, Nummer 11) beigesetzt wurde. Später wurde die Grabstelle von der Stadt Wien als ehrenhalber gewidmet übernommen.
Im Jahr 1928 wurde in Wien-Döbling (19. Bezirk) die Mitterwurzergasse nach ihm benannt, im Jahr 1982 der Mitterwurzerweg nach seiner Ehefrau (Christine) Wilhelmine geborene Rennert (1840–1909).